# Native Deen
Native Deen é um grupo de ritmistas dos Estados Unidos.

## Membros
O grupo consiste de três jovens muçulmanos que nasceram e foram criados na América. Joshua Salaam, Muhammad Naeem e Abdul-Malik Ahmad que cresceram em Washington, DC. Sua música pretende inspirar os jovens a manter a sua fé em meio a pressões e tentações da vida quotidiana.

## Antecedentes
"Deen", em árabe significa religião ou forma de vida. O grupo identifica-se como muçulmanos, e sem utilizar a tradicional veste islâmico, como kufis e shalwar kameez. Claro, dizem que existe mais do que uma forma de se identificar como um muçulmano, tanto pela etiqueta e vestido, fundamentados na sharia islâmica. Seu estilo musical é o hip-hop, com letras que falam do Islão e de várias de suas canções foco sobre o estilo de vida do muçulmano na América, no meio das pressões e das tentações.
Sua música caracteriza-se ser ao sub-gênero "hip-hop positivo".
Na terceira anual Islamic Relief ("Noite de Inspiração"), em Costa Mesa, Califórnia, Muhammad narrou um poderoso slideshow, projectando imagens dos necessitados, famintos e crianças de todo o mundo para ilustrar por que razão o Islã exige que os muçulmanos contribuam com caridades para os menos afortunados. Ele disse na Islamic Relief

[É] uma ajuda a pessoas mais vulneráveis de todos os setores da vida. As pessoas não entendem o quanto podemos fazer com um dólar. É por isso que este evento é mais do que um concerto - é um apelo à acção .

Native Deen realiza conferências Islâmicas, casamentos, férias e encontros (geralmente no Ramadão e Eid-ul-Adha). Eles são relativamente bem conhecidos entre os jovens muçulmanos norte-americanos, e tem turnê internacional .
Muitos muçulmanos acreditam que a corda e instrumentos do sopro devem ser evitados no Islão. A fim de agradar ao público mais amplo, o grupo não utiliza qualquer corda ou instrumentos de sopro em suas músicas. Os principais instrumentos são os tambores, instrumentos sintetizados percussão e vocais. Algumas de suas canções mais populares são Intentions eParadise.
Native Deen surgiu através M.Y.N.A. ou Muslim Youth of North America ("Jovens Muçulmanos da América do Norte"). O projeto foi um encontro de artistas amadores que tinham escrito o seu próprio trabalho e MYNA caracterizou estes artistas no álbum "MYNA RAP". Três dos artistas, a partir desses álbuns, Joshua Salaam, Mailk Abdul Ahmad, e Muhammad Naeem, iniciaram-se na música em carreiras solo, após, iniciaram um grupo em que eles poderiam fazê-lo profissionalmente, e o resultado foi o Native Deen . Suas músicas são produzidas na gravadora "Montanha de Luz", que foi fundada por Yusuf Islam (anteriormente conhecido como Cat Stevens).